# Chełpina
Chełpina [xɛu̯ˈpina] (trước đây là Neu Helpe của Đức) là một khu định cư ở khu hành chính của Gmina Recz, thuộc quận Choszczno, West Pomeranian Voivodeship, ở phía tây bắc Ba Lan. Nó nằm khoảng 7 kilômét (4 mi) phía nam Recz, 11 km (7 mi) về phía đông bắc của Choszczno, và 68 km (42 mi) về phía đông của thủ đô khu vực Szczecin.
Trước năm 1945, khu vực này là một phần của Đức.